# Álvaro Rodríguez Eiras
Álvaro Rodríguez Eiras (Meira, Lugo, 4 de abril de 1932-Lugo, 13 de enero de 2025)fue un político y empresario español. Fue un referente del asociacionismo empresarial y de la defensa de la libertad de empresa y de la libre economía de mercado durante la época de la transición española.

## Biografía
Hijo de José Rodríguez Gato y Lucila Eiras González, nació en la localidad lucense de Meira. Con sólo 29 años fue nombrado alcalde del municipio de Meira (1961), cargo que ocupó hasta 1966, siendo en aquél entonces el alcalde más joven de España. Anteriormente, cuando tenía 18 años comenzó a trabajar en la tienda de su padre en Meira. Una década después, en 1971, creó en Lugo la empresa que lleva su nombre, Álvaro Rodríguez Eiras SL, conocida por sus siglas Aresa, dedicada a la venta de fertilizantes y otros productos agrícolas.
En 1975 fundó el Club Político de Lugo, organización encargada de dar a conocer las distintas ideologías de la transición; en esos años presidió la Confederación de Empresarios Provinciales de Lugo, de la que fue su primer presidente. En 1981 impulsó junto a otros la creación de la Confederación de Empresarios de Galicia (CEG). Fue presidente de la patronal gallega (1981-82), siendo sustituido por Emilio Pérez Nieto.